# Inter Milan U/23
Football Club Internazionale Milano Under-23, kendt som Inter Milan Under-23 eller blot Inter U/23, er en professionel fodboldklub i Milano, Italien. Den fungerer som Serie A klubben Inter Milans reservehold. Klubben blev grundlagt den 24. juli 2025 og spiller i Serie C og Coppa Italia Serie C.

## Historie
I februar 2025 annoncerede Inter Milans præsident, Giuseppe Marotta, at klubben havde planer om at lancere et reservehold i sæsonen 2025-26. Klubben blev optaget i Serie C den 24. juli 2025, og erstattede den ekskluderede klub SPAL. Stefano Vecchi blev hyret son cheftræner.

## Stadion
Klubben spiller sine hjemmekampe på Stadio Brianteo i byen Monza, omkring 15 kilometer nordøst for Milano.
 

## Trænerstab
Oversigten er opdateret til og med 25 July 2025
| Position        | Personale                          |
| --------------- | ---------------------------------- |
| Cheftræner      | Stefano Vecchi                     |
| Assistenttræner | Omar Danesi                        |
| Teknisk træner  | Giovanni Barbugian                 |
| Fitnesstræner   | Alessandro Ciullini Paolo Bezzi    |
| Målmandstræner  | Paolo Castelli                     |
| Kampanalytiker  | Giacomo Toninato Matia Costigliolo |